# Dendrodoris nigromaculata
Dendrodoris nigromaculata är en snäckart som först beskrevs av Cockerell 1905.  Dendrodoris nigromaculata ingår i släktet Dendrodoris och familjen Dendrodorididae. Inga underarter finns listade i Catalogue of Life.